# جون جو جويس
جون جو جويس (بالإنجليزية: John Joe Joyce)‏ (مواليد 17 أكتوبر 1987) هو ملاكم آيرلندي، مثّل بلاده في الألعاب الأولمبية الصيفية 2008.

## روابط خارجية
جون جو جويس على موقع أوليمبيديا (الإنجليزية)